# China Steel
China Steel est une entreprise sidérurgique taïwanaise basée à Kaohsiung. Son siège social est situé dans la China Steel Corporation Headquarters.